# Estación Polcura
Polcura es una estación de ferrocarril, ubicada en el pueblo homónimo, en la comuna chilena de Tucapel. Fue la estación terminal del Ramal Monte Águila - Polcura, hoy en desuso.
Para invertir la locomotora que llegaba hasta este punto, para el viaje de retorno a Monte Águila, no poseía una tornamesa para invertir la locomotora, sino tenía una "pera" que era un óvalo hecho de vías, similar al que todavía permanece en la Maestranza San Eugenio, actualmente las vías están levantadas.
- Datos: Q6081578